# Johann Nepomuk Gleispach
Johann Nepomuk Gleispach, též hrabě Johann Gleispach (29. září 1840 Gorizia – 21. února 1906 Štýrský Hradec), byl štýrský a rakousko-uherský, respektive předlitavský šlechtic, právník a politik, koncem 19. století ministr spravedlnosti Předlitavska ve vládě Kazimíra Badeniho.

## Biografie
Absolvoval studium práv na Univerzitě ve Štýrském Hradci a od roku 1861 pracoval ve státních službách, zpočátku v Benátkách, pak ve Štýrském Hradci, kde se postupně stal prezidentem zemského soudu. V roce 1894 dosáhl pozice dvorního rady, o rok později tajného rady. Dlouhodobě zasedal v Štýrském zemském sněmu, kde zasedal ve velkostatkářské kurii. Ačkoliv měl původem blízko ke konzervativcům, v jednotlivých hlasováních setrvale podporoval pozice německé liberální strany (tzv. Ústavní strana). Když, ale vznikla vláda Eduarda Taaffeho, shledal jako nemožné dále setrvávat vůči ní v opozici jako němečtí liberálové a v roce 1883 na mandát v zemském sněmu rezignoval. V roce 1895 byl zároveň jmenován doživotním členem Panské sněmovny.
Vrchol jeho politické kariéry nastal za vlády Kazimíra Badeniho, v níž se stal ministrem spravedlnosti Předlitavska. Funkci zastával v období 30. září 1895 – 30. listopadu 1897. Ve funkci ministra se zasloužil o prosazení reformy občanského práva. Čelil obstrukcím opozice proti Badeniho jazykovým nařízením.
Po odchodu z vlády se vrátil na post prezidenta zemského soudu ve Štýrském Hradci. Jeho synem byl rakouský a německý právník Wenzeslaus von Gleispach.